# Tanacetum poteriifolium
Tanacetum poteriifolium — вид рослин з роду пижмо (Tanacetum) й родини айстрових (Asteraceae); поширений на Північному Кавказі й Західній Азії.

## Опис
Квіткові голови на ніжках до 20 см завдовжки в числі 2–6 зібрані в нещільну щиткоподібну волоть.

## Середовище проживання
Поширений на Північному Кавказі (Росія), у Грузії, в азійській Туреччині й Сирії. Росте в розріджених лісах, чагарниках, на лісових галявинах.